# AMD Radeon Software
AMD Radeon Software (früher AMD Catalyst und ATI Catalyst) ist ein Treiberpaket für die Radeon-Grafikkarten der von AMD übernommenen Firma ATI. Neben dem eigentlichen Treiber beinhaltet das Paket das Catalyst Control Center (CCC), welches zum Einstellen der Treiberoptionen dient. Das Catalyst-Paket wurde erstmals mit der Radeon 8500 veröffentlicht, seitdem erscheint monatlich eine neue Version. Bis Ende des Jahres 2005 wurde statt des CCC das alte ATI Control Panel verwendet, welches sich in die Anzeigeeinstellungen des Betriebssystems Windows integrierte. Die letzte offizielle Version mit dem Control Panel war Catalyst 5.12.
2015 wurde Catalyst von Crimson abgelöst. Die Entwicklung von Crimson wurde auf die GCN-Architektur beschränkt. Die neue grafische Nutzerschnittstelle von Crimson wurde mit der Programmbibliothek Qt von Grund auf neu entwickelt, während das 2004 eingeführte CCC auf Microsofts .Net-Framework basierte.
Auf Linux-Betriebssystemen wurde die Open-Source-Lösung MESA3D zum Nachfolger von Catalyst. ATI unterstützt die Entwicklung dieses Pakets.

## Technische Einzelheiten
Die Versionsnummerierung des Treibers folgt dem Schema Jahr.Monat. So erschien die Version 7.4 im April (4. Monat) 2007. Demnach gibt es zwölf offizielle Treiberversionen pro Jahr. Selten erschien am Ende des Jahres noch eine dreizehnte Version, die meist schwerwiegende Fehler behob oder kleinere Funktionen hinzufügte. Ferner erschienen in der Vergangenheit sogenannte Hotfix-Treiber, die entweder die Leistung eines neu erschienenen Programmes verbesserten oder größere Probleme mit einem Programm beseitigten. Beispiele dafür waren etwa das Spiel Crysis oder der Benchmark 3D Mark Vantage.
Neben den offiziellen Catalyst-Treibern gibt es mehr oder weniger bekannte Modifizierungen. Die bekanntesten sind der seit längerem nicht mehr weiterentwickelte ATI-Omega-Treiber sowie der DNA-Treiber.
Anwendungsspezifische Einstellungen werden in den so genannten Catalyst Application Profiles (abgekürzt CAP) gespeichert, um das Verhalten der Grafikkarte(n) zu steuern. Diese Anwendungsprofile wurden eingeführt, um den Entwicklungsprozess des Treiberpaketes zu beschleunigen.

### Versionsgeschichte
| Version   | veröffentlicht am  | Besonderheiten |
| --------- | ------------------ | --- |
| 10.8      | 25. August 2010    | Offiziell wird die Programmierschnittstelle OpenGL ES in der Version 2.0 vollständig unterstützt. Zudem werden mit dieser Version alle AMD- und ATI-Grafikprozessoren ab dem Radeon HD 2400 (einschließlich der mobilen Varianten) unterstützt. |
| 10.9      | 15. September 2010 | Besitzer einer Radeon-Karte können sich zukünftig über das Programm Steam automatisch über aktualisierte Treiber benachrichtigen lassen. |
| 10.10     | 22. Oktober 2010   | Neben einer weiteren Optimierung für einige DirectX-Spiele, wird die offene Grafikschnittstelle OpenGL in der Version 4.1 und die morphologische Kantenglättung neuerer Radeon-Grafikkarten der HD-6000-Serie unterstützt. |
| 10.12     | 13. Dezember 2010  | Die Benutzeroberfläche vom Catalyst-Control-Center wurde stark überarbeitet, das Treiberpaket mit der vollständigen Unterstützung für OpenGL in der Version 4.1 sowie die Hardwarebeschleunigung für Videos im DivX-Format und weitere Unterstützung für die HD-6000-Serie erweitert. |
| 11.1a     | 26. Januar 2011    | Mit Version 11.1a wurde neben der Version 11.1 eine Fehlerbehebung bereitgestellt, welche kein WHQL-Zertifikat besitzt, aber erstmals die Möglichkeit bietet über einen Regler den Verfeinerungsgrad von geometrischen Details oder die Kachelung (englisch tessellation) von Grafiken zu verringern. |
| 11.3      | 29. März 2011      | Das Treiberpaket wurde, neben den üblichen Fehlerbehebungen, mit einer Programmierschnittstelle und Laufzeitumgebung für OpenCL erweitert. |
| 11.8      | 17. August 2011    | Mit dieser Version soll es möglich sein, mit Hilfe des 3D-Verfahrens HD3D Bilder in stereoskopischer Darstellung, mit über den Verbindungsstandard DisplayPort angebundene Bildschirme, anzuzeigen. Zudem können damit nun AMD-Prozessoren der Black-Edition übertaktet werden. |
| 11.12     | 13. Dezember 2011  | Die Grafikschnittstelle OpenGL wird in der Version 4.2 unterstützt, Stereoskopie für drei gleichzeitig betriebene Bildschirme. |
| 12.1      | Januar 2012        | Version wird unter anderem um eine Profilverwaltung ergänzt, mit dessen Hilfe die Nutzer erstmals ihre Einstellungen für verschiedene Anwendungen speichern können. |
|           | 31. Mai 2012       | Am 31. Mai 2012 hat das Unternehmen offiziell verkündet, nicht länger den monatlichen Update-Rhythmus für die WHQL-Treiber verfolgen zu wollen. Stattdessen soll es häufiger Hotfix- und Beta-Treiber geben, mit denen künftig Optimierungen für aktuelle Spiele-Veröffentlichungen und dringende Bugfixes ausgeliefert werden. Neue WHQL-Releases sind nur noch vorgesehen, wenn sie signifikante Vorteile für die Kunden mit sich bringen.                               |
| 14.1 Beta | 3. Februar 2014    | Der Treiber bietet in Kombination mit Grafikkarten mit Graphics Core Next Kernen Unterstützung für AMDs Grafik-API AMD Mantle. |
| 14.4 RC   | 21. April 2014     | Unterstützung für OpenGL 4.4 wird hinzugefügt. |
| 15.7      |                    | Seit Version 15.7 werden OpenGL 4.5 und Windows 10 sowie die R300-Serie unterstützt. Außerdem ist die Nutzung von VSR (Virtual Super Resolution) für Downsampling nun auf vielen Graphics-Core-Next-Karten (ab HD 7790) möglich. Ebenso ist die Nutzung von FRTC (Frame Rate Target Control) auf den meisten Karten der HD7000-Serie und aufwärts möglich, womit die Bildwiederholfrequenz für Energieeinsparungen sowie Hitze- und Lärmreduktionen limitiert werden kann. |

### Unterstützte Hardware
- Desktop-Radeon-Grafikkarten

| DirectX-Version | Karten                                                            | Anmerkung |
| --------------- | ----------------------------------------------------------------- | --- |
| 9.0             | ATI-Radeon-9000-Serie, ATI-Radeon-X-Serie und ATI-Radeon-X1-Serie | (reguläre Unterstützung bis Version 9.3(.1), danach nur mehr durch vereinzelte Versionen (9.8, 9.11, 10.2) ausschließlich für Windows) |
| 10              | ATI-Radeon-HD-2000-Serie                                          | (reguläre Unterstützung bis Version 12.4, danach nur noch Legacy Treiber für Windows und Linux bis Kernel 3.4)                         |
| 10.1            | ATI-Radeon-HD-3000-Serie und ATI-Radeon-HD-4000-Serie             | (reguläre Unterstützung bis Version 12.4, danach nur noch Legacy Treiber für Windows und Linux bis Kernel 3.4)                         |
| 11              | ATI-Radeon-HD-5000-Serie und AMD-Radeon-HD-6000-Serie             | |
| 11.1            | AMD-Radeon-HD-7000-Serie                                          | |
| 11.2            | AMD-Radeon-R200-Serie                                             | |
| 12              | AMD-Radeon-R300-Serie                                             | |

- Mobility-Radeon-Serie
  - Mobility-Radeon-9500-Serie und höher
- All-in-Wonder-Multimedia-Serie
- TV Wonder: TV-Tuner-Serie

## Einstellungsmöglichkeiten
- Monitoreinstellungen
  - Multi-Monitor-Einstellungen, falls mehr als ein Monitor an den PC angeschlossen ist
  - HDTV-Unterstützung – Einstellungen für Auflösungen (720p/1080i/1080p) und Bildwiederholfrequenzen für angeschlossene HDTV-Geräte via Komponente oder HDMI
- 3D-Einstellungen – wie etwa Kantenglättung (englisch Anti-Aliasing) und Anisotrope Filterung
- ATI Avivo – Hardwarebeschleunigung für Videodecoding, nur für die Radeon-X1000- und Radeon-HD-2000/3000/4000-Serie
- SmartGart – AGP-spezifische Einstellungen
- VPU Recovery – Reset des Grafiktreibers, falls dieser abstürzt
- ATI Overdrive – Übertakten der Grafikkarte
- ATI PowerPlay – Einstellungen für die Stromsparmaßnahmen der Grafikkarte
- ATI Crossfire – Einstellungen für ATI Crossfire-Systeme

## Linux

Neuere Versionen von Catalyst für neuere GPUs (Tonga, Fiji, Carrizo) sollen auf amdgpu aufsetzen

Für Linux wird der Treiber als fglrx („FireGL and Radeon for X“ oder auch als „ATI Catalyst Proprietary Linux Display Driver“) veröffentlicht. Er enthält nicht nur quelloffene, sondern auch proprietäre Teile.
Für die Direct Rendering Infrastructure (DRI) müssen die Kernel-Header-Quellen installiert und kompiliert sein. Ohne Kernelmodul funktioniert der Treiber nur ohne DRI. Im April 2015 veröffentlichte AMD den Kernel-Treiber „amdgpu“. Dieser sollte zukünftig im AMD Catalyst eingesetzt werden, basiert zum Teil auf dem freien Radeon-Treiber und wird wahrscheinlich im Linux-Kernel 4.2 erscheinen.
Normalerweise werden Treiber für Linux zeitgleich mit den Treibern für das Betriebssystem Windows veröffentlicht und unterstützen die gleiche Hardware.